# Правда (газета, Сербия)
«Пра́вда» — ежедневная газета таблоидного формата, издаваемая в Белграде, Сербии.
Первый выпуск газеты вышел в свет в начале лета 2007 года. Публичную дискуссию в Сербии вызвало начало публикаций в газете в ноябре 2007 года нерегулярных колонок Миряны Маркович, вдовы бывшего президента Югославии Слободана Милошевича.
Газета представляет правые политические взгляды. В августе 2009 либеральный сербский политический деятель Чедомир Йованович обвинил газету в том, что она является средством пиара Сербской прогрессивной партии.
С 1 июня 2012 прекращён выпуск бумажного издания «Правды», газета существует как веб-ресурс.